# Museu do Rio Cuiabá
O Museu do Rio Cuiabá fica localizado no antigo Mercado do Peixe, edifício construído em 1899 e tombado pelo governo do Estado em 1983. O antigo mercado do Peixe, também conhecido como Mercado do Porto, era uma feira aberta que ocupava aos domingos as ruas à beira do rio, cercando uma construção antiga e mal conservada. Na época era um lugar de muita utilidade para os ribeirinhos e pescadores.
A construção foi recuperada desde 1996 pela Prefeitura Municipal de Cuiabá,  que buscava contribuir para a recuperação da memória do bairro do Porto e dos municípios da beira do rio Cuiabá. O referido prédio foi denominado "Museu do Rio Hid Alfredo Skaf" e atualmente constitui parte do conjunto do Patrimônio Histórico de Cuiabá (desde 1983). O nome do museu foi escolhido em homenagem a um antigo morador da região, de ascendência árabe e um dos principais comerciantes do Mercado do Peixe. O edifício possui estilo neoclássico e foi construído utilizando materiais disponíveis na época, é considerado um marco de grande importância para a região. 
O processo de restauração do prédio transferiu a feira para um grande galpão. Reformou-se o prédio, a praça em frente, e está instalado ali o “Museu do Rio Cuiabá”, espaço de visitação turística e atividades culturais, onde é possível adquirir lembranças, comidas e objetos típicos da tradição cuiabana. Depois de uma revitalização recente, o museu mais uma vez ficou pouco frequentado, perdeu seu aspecto de novo e foi necessária uma nova revitalização, com a promessa de maior utilização do espaço no futuro. O espaço em frente ao museu continua vazio, uma vez que também não é interessante aos camelôs, devido à pouca frequência de pedestres. 
O Museu do Rio Cuiabá é administrado pela Secretaria Municipal de Cultura e tornou-se um centro criativo e artístico de vivência e estudo da arte e da cultura popular em Mato Grosso. O museu conta a história da cidade de Cuiabá e apresenta fotografias, artesanato, arte sacra e maquetes da região. 